# Deux de l'escadrille
Pour plus de détails, voir Fiche technique et Distribution.
Deux de l'escadrille est un film français réalisé par Maurice Labro, sorti en 1953.

## Fiche technique
- Titre : Deux de l'escadrille
- Réalisation : Maurice Labro
- Scénario et dialogues : Claude Boissol et Jacques Emmanuel, d'après le roman de Pierre Salva Les cochons n'ont pas d'ailes
- Décors : Paul-Louis Boutié
- Photographie : Jean Lehérissey
- Son : Raymond Gauguier
- Musique : Paul Durand
- Montage : Jacques Desagneaux
- Sociétés de production : Jason Films - Latino Consortium Cinéma
- Pays d'origine :  France
- Format : Noir et blanc - 1,37:1 - 35 mm - Son mono
- Durée : 90 minutes
- Genre : Comédie
- Date de sortie : 
  - France : 30 janvier 1953

## Distribution
- Jean Richard : Pierre Dourdan - dit 'Saucisse'
- Roger Pierre : Lt. Chardonneret
- Magali Noël
- Maria Vincent
- Jacques Emmanuel
- Claude Boissol
- Noël Roquevert
- Dario Moreno
- Roland Armontel : Le général
- Robert Darène : Le colonel
- Doudou Babet
- Daniel Ceccaldi
- Jess Hahn
- André Versini
- Jacques Richard
- Jean Danet
- Madeleine Barbulée
- André Chanu
- André Saint-Luc
- Lucien Guervil
- Pierre Fromont
- Daniel Mendaille
- Jean Clarieux